# Nikolaj Golitsyn (cellist)

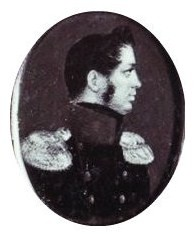
Nikolaj Golitsyn

Prins Nikolaj (Nicolaas) Borisovitsj Golitsyn of Galitzin(e) (Russisch: Николай Борисович Голицын) (Sint-Petersburg, 19 december 1794 – Korotscha (Oblast Belgorod) of Bogorodskoje (Tatarije), 3 november 1866) was een Russisch artistocraat uit de familie Golitsyn. Hij was een amateur musicus (hij speelde cello) en is vooral bekend als opdrachtgever van drie strijkkwartetten van Beethoven: strijkkwartet 12, 13 en 15.
Golitsyn correspondeerde met Beethoven en deed hem in een brief van 9 november 1822 het verzoek om één, twee of drie strijkkwartetten te schrijven, een genre waarin Beethoven sinds 1810 niet meer in had gecomponeerd. Beethoven mocht zelf de prijs bepalen. Deze schreef op 25 januari 1823 dat hij een eerste kwartet zou opleveren in de loop van de maand februari, of uiterlijk midden maart. Hij vroeg 50 dukaten per strijkkwartet, waarbij de publicatierechten ook nog eens in handen van Beethoven bleven. Ondanks de zeer hoge prijs en aanvullende voorwaarden, ging Golitsyn akkoord en liet de eerste 50 dukaten naar Wenen brengen.
Beethoven dacht dat hij het strijkkwartet zo snel zou kunnen opleveren, omdat hij al sinds 1822 ideeën had voor een nieuw kwartet. Maar omdat het afronden van andere grote composities (zoals de negende symfonie) en het rijpen van zijn ideeën over een nieuwe richting voor het genre strijkkwartet hem meer tijd kostten dan verwacht, kon Beethoven zich niet aan de afspraken houden, tot grote zorg van Golitsyn, die op een gegeven moment vreesde dat de muziek verloren was gegaan tijdens het transport.
Golitsyn bemiddelde ook bij de verkoop van een partituur van de Missa Solemnis aan het Russchische hof en zou daarvan de eerste uitvoering in 1824 in Sint-Petersburg organiseren. Hij ontving deze partituur voor het bestelde strijkkwartet, waardoor het niet meer duidelijk was waarvoor de betaling was geweest. Een tweede betaling was noodzakelijk en werd voldaan door Golitsyn. Ondertussen was hij echter in financiële problemen gekomen, waardoor hij de resterende 100 dukaten (en van 25 dukaten voor de ouverture Die Weihe des Hauses (opus 124), die inmiddels aan hem was opgedragen) niet kon betalen. Hierna werd hij opgeroepen voor het Russische leger om tegen de Perzen te vechten. Hij beloofde alsnog te betalen, maar deed dit niet.
Op 21 maart 1827 schreef Beethoven zijn laatste brief (5 dagen voor zijn overlijden): een rappel aan Golitsyns bankier in Sint-Petersburg.
- Bibliothèque nationale de France: cb107396286 (data)
- Gemeinsame Normdatei: 119485796
- International Standard Name Identifier: 0000 0000 5539 6621
- Library of Congress Control Number: n84184286
- MusicBrainz: 0c292925-f0e2-493b-b627-28e51e18b7cf
- Nationale Bibliotheek van Tsjechië: js2006312237
- Virtual International Authority File: 67277060
- WorldCat: E39PBJr7Q7cqPwfDKWqJHVtVG3